# 呂安德
呂安德（1915年2月26日—1992年2月19日），澎湖縣白沙鄉人，台灣建築師、中國國民黨籍，二戰後馬公政壇「南派」代表人物，曾任馬公鎮副鎮長、澎湖縣政府建設科長、臺灣省議員。1972年當選澎湖縣第七屆澎湖縣縣長（民選），為澎湖縣第一位澎湖出身的地方首長。

## 生平

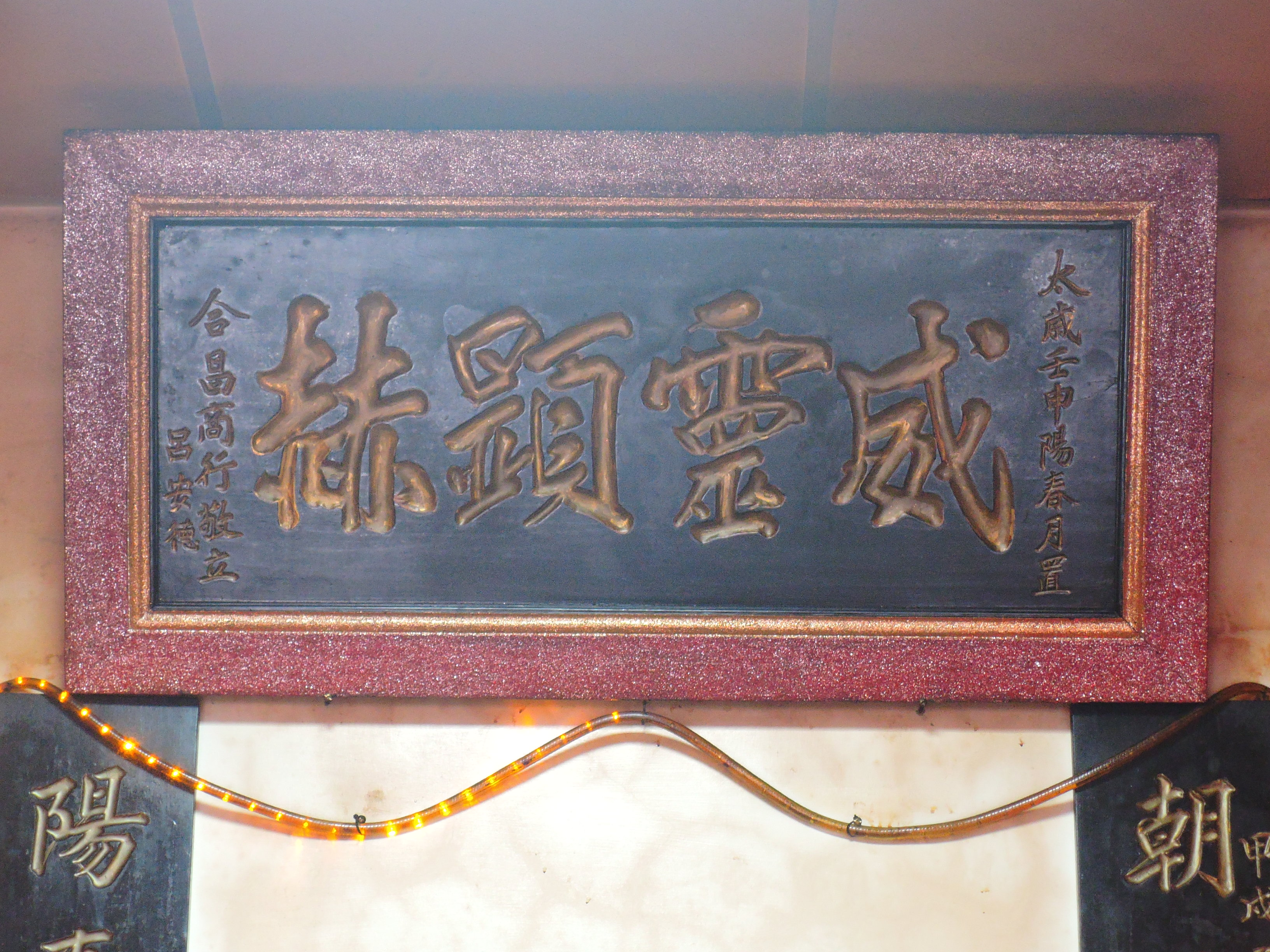
馬公朝陽祠內威靈顯赫匾，合昌商行呂安德敬立。推測為1932年立

呂安德父親呂戊辰為白沙庄港仔鄉（今白沙鄉港子村）人，本姓蕭氏，因生父早逝，母親改嫁同鄉的呂各日，自此以呂為姓。呂戊辰在日治時期初期來媽宮工作，後事業有成，購置媽宮城朝陽門外埔仔尾地產，並於1910年代開設合昌行，經營建材販售。
大正四年（1915年），呂安德出生於合昌建材行，昭和四年（1929年），呂安德自馬公公學校畢業後，14歲負笈日本內地讀書，進入京都同志社中學就讀，爾後畢業於日本大學專門部工科建築科。昭和五年（1930年），父親呂戊辰病逝。
昭和十二年（1937年），呂安德學成返澎服務，初任澎湖廳技手。昭和十六年（1941年），轉任高雄「新南發株式會社」技師部長，昭和二十年（1945年），出任日本臺灣軍經理部澎湖島設施中隊長。:305
二戰之後，呂安德於1947年（民國36年）出任馬公鎮副鎮長。翌年2月，應澎湖要塞司令官史文桂之邀，出任馬公要塞司令部技正。二二八事件時，呂安德曾出任澎湖二二八事件處理委員會副治安組長（治安組長為許整景），事後呂安德曾被政府報告列為曾參與事件，然而據許整景指出他只不過是平時較愛說話，勇於批評縣長的施政，因此曾是警察局長必欲去之而後快的對象。:305

1950年5月，呂安德出任澎湖縣建設科科長，1953年，通過建築師檢覈。1961年建設科改局，呂安德續任局長。1965年3月，調臺灣省政府建設廳簡任技正。1968年5月，呂安德申請退休。

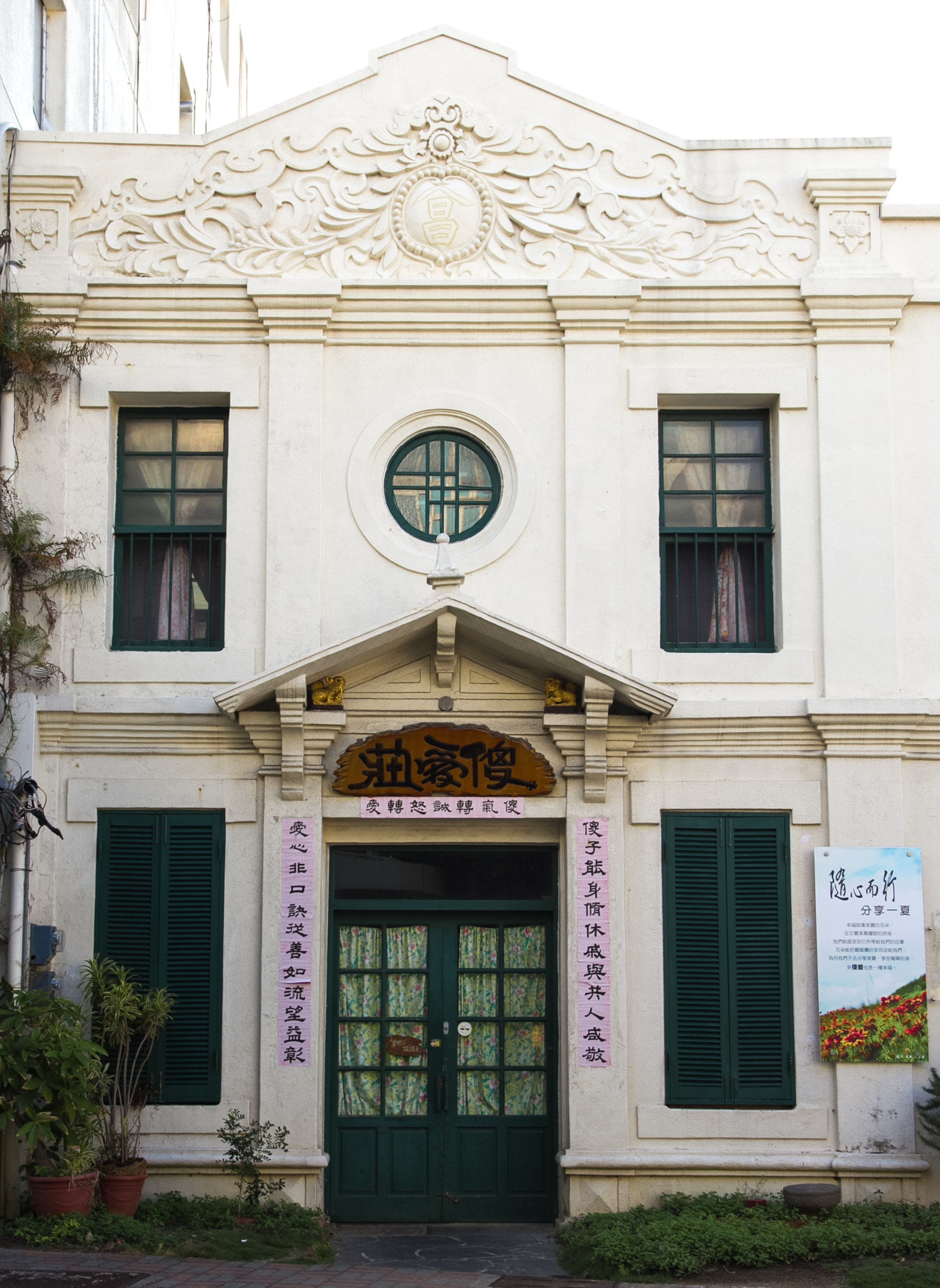
馬公市合昌建材行今貌

呂安德出任公職期間，參與澎湖多項建築工程，如第一漁港修建、中正橋擴建，體育場興建以及開鑿馬公第二漁港。當中以開鑿馬公第二漁港對澎湖漁業影響最為深遠；1950年，澎湖動力機動漁船僅有12艘，至1957年動力機動漁船已增至685艘，原馬公第一漁港已不敷使用，且漁汛及颱風期間更顯侷促。1963年3月第二漁港竣工，提供500艘漁船停泊空間，較之第一漁港位置得宜，港內風浪小，且四面均可停靠漁船，縮短裝卸期間，對漁汛期間漁獲量的收穫有顯著的提升。:19

## 政途
1968年，呂安德出任臺灣省議會第四屆議員。在省議員任內提案促成省府建造臺澎輪，改善澎湖對外交通。
1972年，呂安德獲中國國民黨提名，參選第七屆澎湖縣長選舉，在同額競選下，以36,734票數當選縣長。1973年就任縣長，呂安德成為澎湖縣實施地方自治之後，首位澎湖縣籍的澎湖縣縣長。
在縣長任內，興建七美機場及通航，為東吉島供電。在省政府補助下，以四億元分期改善農牧、漁業、交通、離島衛生人員等民生建設。:20並開發「北辰營區」與「紅木埕庫區」，馬公因住民增加，使朝陽、光明兩里迅速發展，因缺乏規劃，若干駐軍地區被民宅包圍，無法發揮戰時攻防效果，此外北辰附近缺乏商業區，亦使附近居民生活不便。在開發北辰營區開發商區後，方便附近民眾生活，使馬公都市區域擴大三倍，總面積達532.5 公頃。:21使地方獲得不少財源，做為建設經費改善全縣道路。:360拓寬西嶼縱貫公路14公里，整修道路50公里。並爭取省公路局經費，實現全縣鋪設AC柏油道路。:21然而在縣長任內，呂安德與議會及地方的關係十分惡劣，為過去歷任縣長所未發生之事，並且昔日好友也和他翻臉成仇，反目相向。:360
1977年，呂安德卸任。專心經營自家飯店與客輪「快樂公主號」。並曾任省政府顧問。
晚年呂安德罹患喉疾。1992年2月19日，呂安德逝世。

## 其他

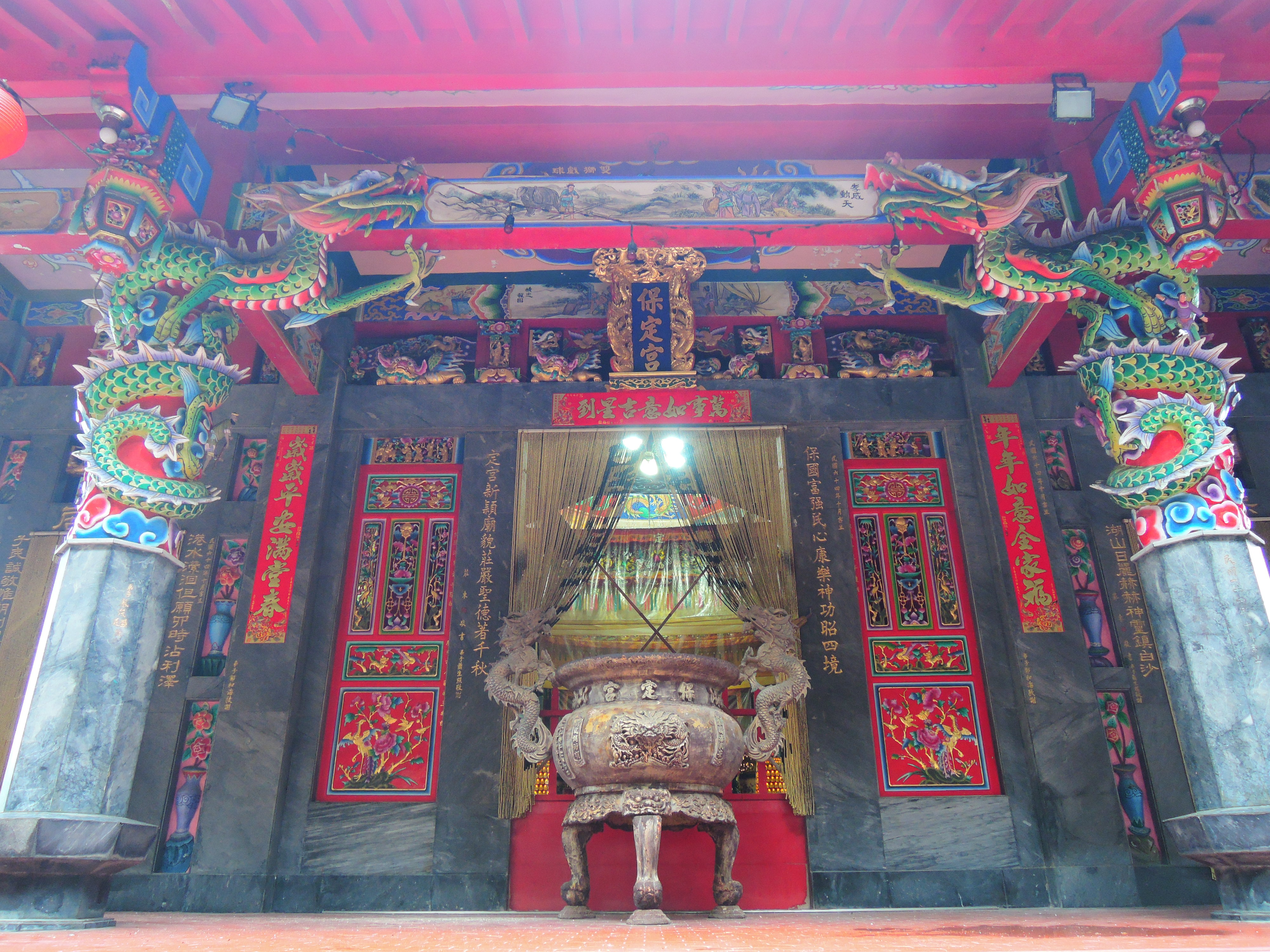
港子保定宮極富特色的山門四龍柱雕刻。

- 呂安德出生地合昌建材行，於2003年12月公告為歷史建築，改經營茶水行。
- 呂安德獲得黨代表參選澎湖縣長之前，時任澎湖縣省議員鄭大洽（1905年－1969年）也表達參選之意，兩人遂相約於媽宮城隍廟前抽籤，未中籤者退出選舉。抽籤之前，呂安德對鄭大洽表示：「大洽兄，我是後輩，予你先抽。」鄭大洽遂先抽籤，但並未中選，事後也依約退選，呂安德順利獲得提名參選澎湖縣長的機會。
- 民國66年（1977年），白沙鄉港子保定宮改建落成，廟宇的籌建以及建築外觀的皆由呂安德操刀主持。[9]

### 引用
1. ↑  蔡, 明惠.  (PDF). 選舉研究. 1994 （中文（臺灣））.[]
2. ↑  許玉河. . Penghu.Info｜澎湖知識服務平台. （原始内容存档于2021-02-09） （中文（臺灣））.
3. 1 2  合昌建材行 （页面存档备份，存于），penghu.info。
4. ↑  合昌建材行 （页面存档备份，存于），penghu.info。
5. ↑  據《臺灣總督府職員錄》查詢，在1937年到1940年呂安德任職於澎湖廳庶務課，職務為雇。見臺灣總督府職員錄系統查詢
6. 1 2  . 中央研究院近代史研究所. 1992年2月.
7. 1 2 3 4  許雪姬 總編纂 (编). . 澎湖縣政府. 2005年7月.
8. 1 2  . 台灣時報社. 1977年9月.
9. ↑  陳英豪. . Penghu.Info｜澎湖知識服務平台.   [2021-09-19]. （原始内容存档于2021-04-24） （中文（臺灣））.

## 外部連結
- 晨安文物館[永久]，文化部地方文物館。
- 澎湖民選第一任縣長---呂安德先生（页面存档备份，存于）

| 政府职务      | 政府职务                                      | 政府职务 |
| ------------- | --------------------------------------------- | -------- |
| 澎湖縣政府    |                                               |          |
| 前任： 蔣祖武 | 澎湖縣縣長 第7屆 1973年2月1日－1977年12月20日 | 謝有温   |